# Piecky
Piecky jsou úžina v Slovenském ráji na potoku Píľanka.

## Přírodní podmínky
Piecky se nacházejí v severozápadní části Slovenského ráje. Roklinou protéká potok Píľanka, který u Hrabušické pily ústí do Veľkej Bielej vody (přítok Hornádu). V rokli se nachází kromě unikátní přírodní a živočšné druhy. Na potoku Píľanka se v rokli tvoří několik vodopádů – Veľký vodopád, Kaskády a Terasový vodopád.

## Turistika
Průchod roklinou je zabezpečen pomocí žebříků, stupaček a jiných pomůcek a trvá přibližně dvě hodiny. Rokle ústí u Hrabušické pily blízko turistického centra Podlesok, vrchol je společný s roklinou Suchá Belá.
První průchod úžinou pravděpodobně provedl A. Mervay v roce 1911.

## Chráněné území
Piecky byli národní přírodní rezervace v oblasti Slovenský ráj. Od roku 2016 území spadá do zóny A s nejvyšším stupněm ochrany. Nachází se v katastrálním území obce Hrabušice v okrese Spišská Nová Ves v Košickém kraji. Území bylo vyhlášeno či novelizováno v roce 1976 na rozloze 244,93 ha. Ochranné pásmo nebylo stanoveno.